# Neimen (Kaohsiung)
Neimen (chinesisch 內門區, Pinyin Nèimén Qū) ist ein Stadtbezirk von Kaohsiung in der Republik China (Taiwan).

## Ortsbeschreibung
Neimen liegt im Nordosten des Stadtgebiets von Kaohsiung an der Grenze zum Stadtgebiet von Tainan. Die angrenzenden Stadtbezirke sind Shanlin im Nordosten, Qishan im Osten, Tianliao im Süden und die drei Tainaner Stadtbezirke Longqi, Zuozhen und Nanhua im Westen.
Das Gebiet Neimens hat eine längliche Form und erstreckt sich über etwa 17 km von Südsüdwesten nach Nordnordosten mit einer Querausdehnung von etwa 5 bis 7 Kilometern. Hier entspringt der Fluss Erren, der Richtung Westen fließt und dort später über einen längeren Abschnitt die Grenze zwischen Tainan und Kaohsiung bildet.

## Geschichte
Ein älterer Name von Neimen ist Luohanmen (羅漢門). Zum Namensursprung gibt es zwei Theorien. Zum einen soll er als Transliteration des Ortsnamens Rohan aus dem Makatao, einer Variante der Siraya-Sprache, die von der örtlichen austronesischen Urbevölkerung gesprochen wurde, entstanden sein. Rohanmen oder Luohanmen war damit das „Tor zu Rohan“ (門,  Mén – „Tor“). Zum anderen sollen damit die Berge beidseits des Flusses Erren bezeichnet worden sein, die an zwei Arhats (chin. Luohan) erinnerten, die das Flusstal des Erren als eine Art Eingangstor zu den weiter westlich gelegenen Ebenen bewachten.
Ab dem 17. Jahrhundert wurden die Ureinwohner nach und nach durch die vom Festland auf die Insel gekommenen Han-chinesischen Einwanderer sinisiert, oder ins Bergland nach Osten abgedrängt. Mit dem weiteren Vordringen der Han-Siedler ins Landesinnere wurde das Gebiet westlich der kleinen Flüsse bzw. Bäche Erren und Nanxixian Erxi (楠梓仙二溪) zum „inneren Tor“ (內門,  Nèimén), während das weiter östlich gelegene Gebiet (der Ostteil Neimens und das heutige Qishan) das „äußere Tor“ (外門,  Wàimén) war.
Im Jahr 1721 war Neimen einer der Ausgangspunkte für die erste größere Rebellion gegen die Qing-Herrschaft. Unter Führung des „Entenkaisers“ (鴨母皇帝,  Yāmǔ Huángdì) Zhu Yigui (朱一貴,  Zhū Yīguì), eines Geflügelhalters aus Neimen, konnten die Rebellen sogar die Präfekturhauptstadt Tainan einnehmen, wo sich Zhu Yigui zum Herrscher über Taiwan proklamierte. Seine Herrschaft währte nur zwei Monate, der Aufstand wurde unterdrückt, Zhu Yigui gefangen genommen und hingerichtet.
Zur Zeit der japanischen Herrschaft in Taiwan (1895–1945) wurde das Gebiet als Dorf Neimen (內門庄,  Nèimén Zhuāng, japan. Uchikado Shō) organisiert. Daraus entstand nach der Übernahme Taiwans durch die Republik China 1953 die Landgemeinde Neimen (內門鄉,  Nèimén Xiang) im neu gegründeten Landkreis Kaohsiung. Nach der Eingemeindung des gesamten Landkreises in die Stadt Kaohsiung am 25. Dezember 2010 erhielt Neimen den Status eines Stadtbezirks (區,  Qū).

## Bevölkerung
Ende 2017 gehörten 61 Personen den indigenen Völkern Taiwans an (ca. 0,4 %). Der Anteil von Hakka lag bei deutlich unter 5 %.
| Gliederung Neimens |
|                    |

## Verwaltungsgliederung

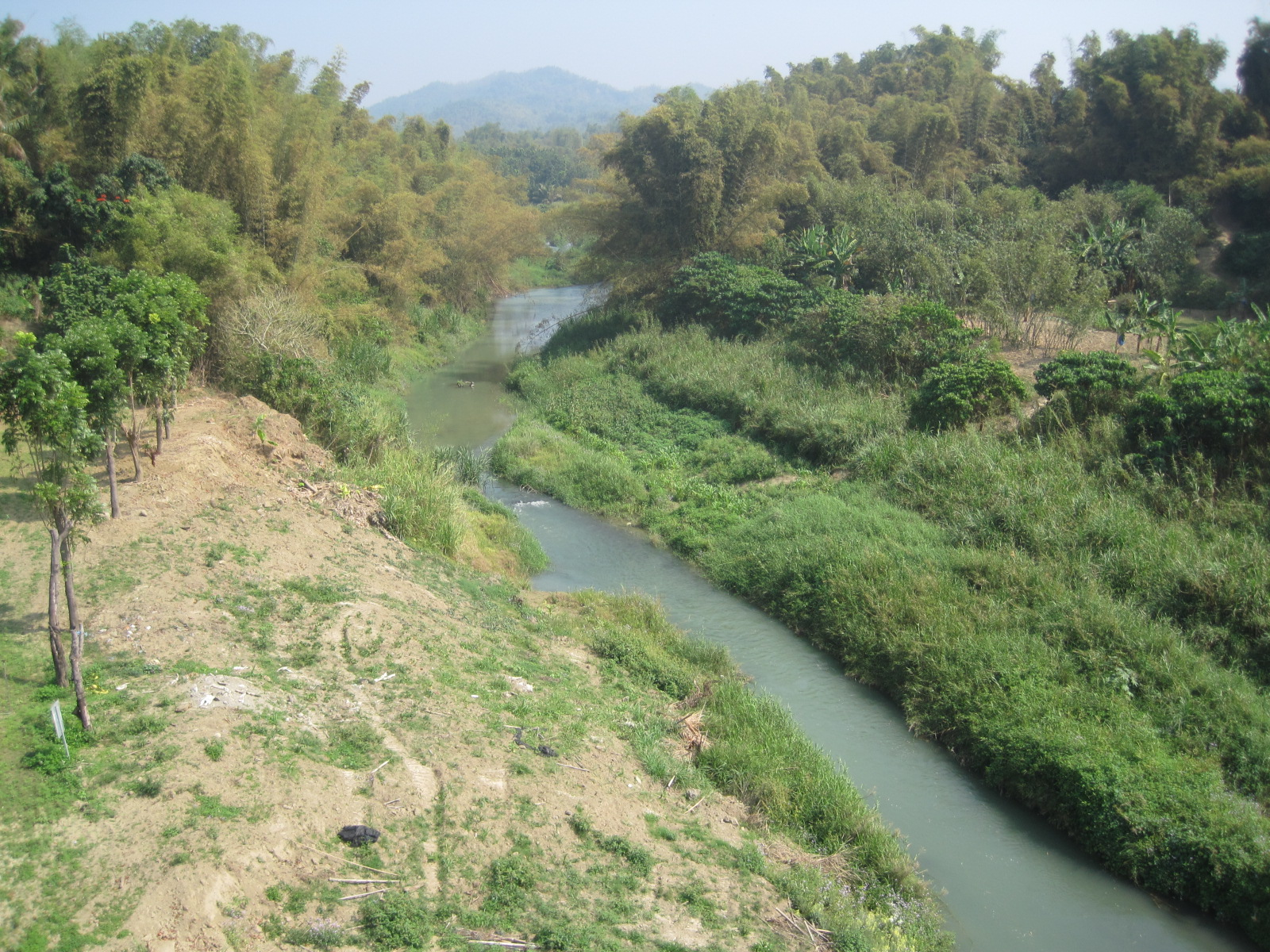
Oberlauf des Erren

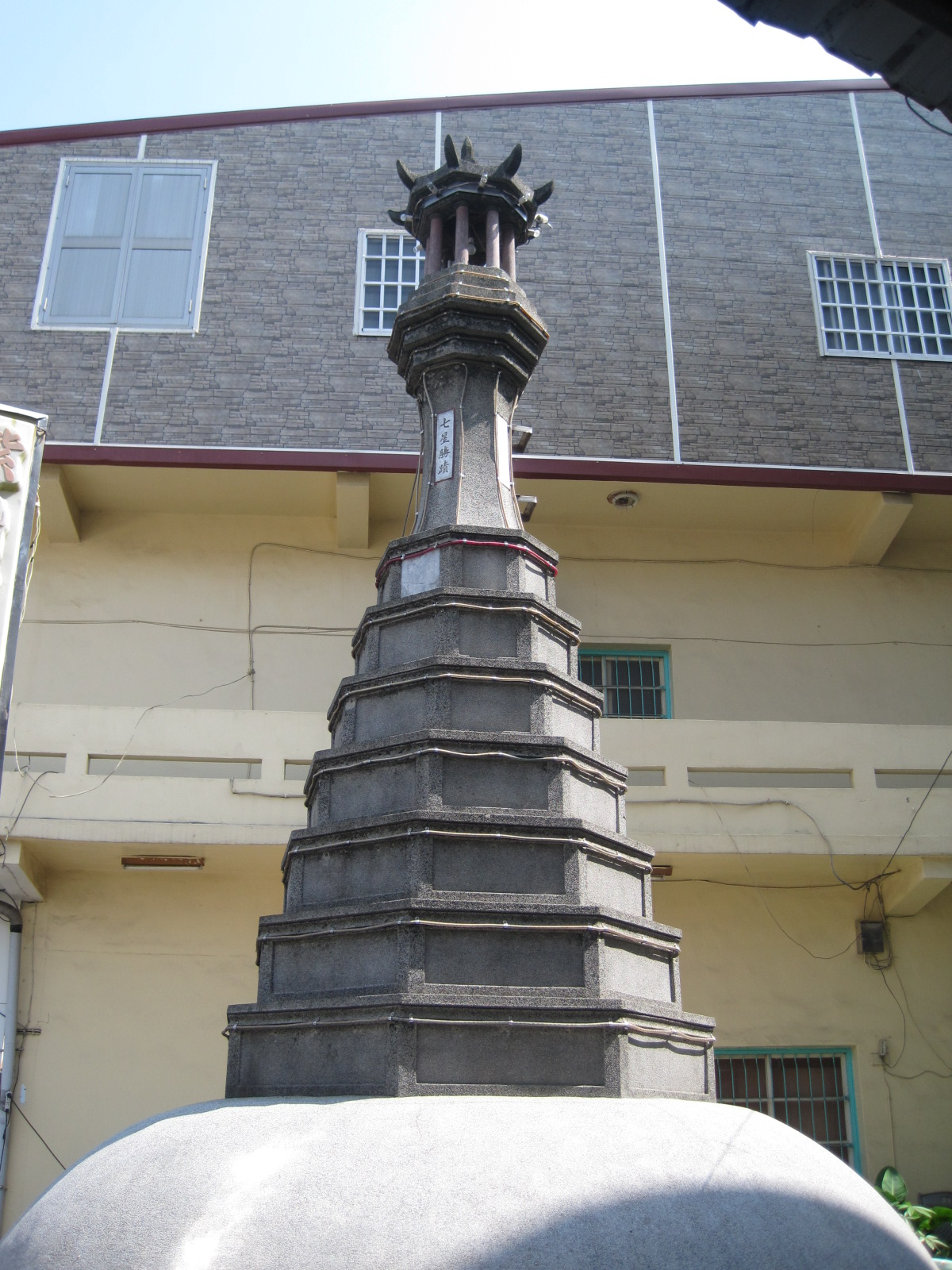
Yaoguang (瑤光), entsprechend Alkaid, einer der Sieben-Stern-Türme

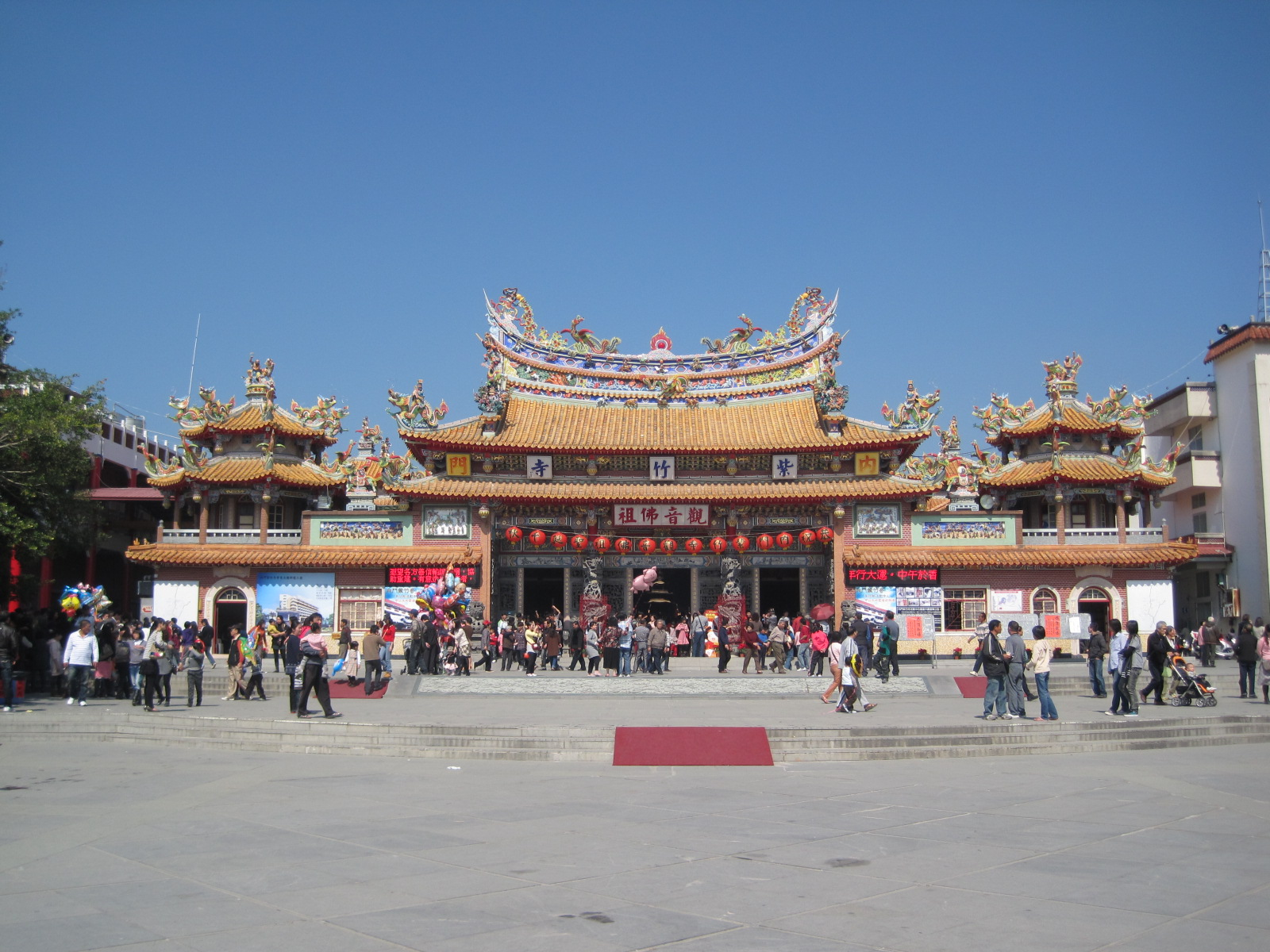
Zizhu-Tempel

Neimen ist in 18 Stadtteile (里, Li) weiter untergliedert:
1 Ruishan (瑞山里)

2 Neidong (內東里)

3 Zhongpu (中埔里)

4 Guanting (觀亭里)

5 Neinan (內南里)

6 Dongpu (東埔里)

7 Guangxing (光興里)

8 Neili (內豊里)

9 Neimen (內門里)

10 Sanping (三平里)

11 Muzha (木柵里)

12 Shikeng (石坑里)

13 Yongfu (永富里)

14 Yongji (永吉里)

15 Neixing (內興里)

16 Yongxing (永興里)

17 Gouping (溝坪里)

18 Jinzhu (金竹里)

## Wirtschaft
Die Landwirtschaft ist neben dem Tourismus der Haupterwerbszweig. Die Böden Neimens sind wenig ertragreich und die Region ist aufgrund der hügeligen Topografie nicht gut für den Reisanbau geeignet. Angebaut werden Flamingoblumen (etwa 1/3 der taiwanischen Gesamtproduktion), Cynanchum boudieri (薄葉牛皮消,  Báoyè niúpí xiāo – „Dünnblättriges Rindsleder“, oder 萬能薯,  Wànnéng shǔ – „Universal-Kartoffel“ u. a. m.), ein Maniok-ähnliches Wurzelgemüse bzw. eine Arzneipflanze der chinesischen Medizin (auf etwa 40 ha), Ananas (ca. 80 ha), Guaven (ca. 60 ha), Longan, u. a. m. Daneben werden Bambusprodukte hergestellt, z. B. Körbe für den Bananenexport aus dem benachbarten Qishan.

## Verkehr
Wichtigste Verkehrsader ist die Provinzstraße 3, die von Südosten kommend nach Neimen einbiegt und in relativ geradem Verlauf nach Norden, Richtung Nanhua führt. Im Süden zweigt die Kreisstraße 182 ab, die in westliche Richtung verläuft.

## Sehenswürdigkeiten, Tourismus
Touristisch wohl am bekanntesten ist Neimen durch das jährliche Songjiang-Fest (宋江陣,  Sòngjiāng zhèn, englisch Song Jiang (Battle) Array), einer Folklore-Performance, die alte chinesische Kampfkünste und künstlerische Darstellungen vereint. In fantasievollen Kostümen und mit Waffen-Attrappen ausgestattet demonstrieren hier Gruppen von Darstellern symbolisch und theatralisch alte Schlachtanordnungen und Kampfhandlungen. Die darstellenden Gruppen kommen dabei aus ganz Taiwan, aber auch die Ortsbewohner nehmen intensiv daran teil. Die erste derartige Darbietung fand 1993 statt und seit dem Jahr 2001 gehört sie zum festen Kulturprogramm von Kaohsiung.
Die Höhe 308 (308高地,  308 Gāodì, ), ist ein kleiner, 308 Meter hoher Hügel in der Grenzregion zum benachbarten Zuozhen, der die höchste Erhebung der Umgebung ist und von dem aus man weite Ausblicke über das Bergland hat.
Der Überlieferung nach fielen einst sieben Meteoriten auf das Gebiet von Neimen, aus denen dann sieben Hügel entstanden. Auf jedem der Hügel, denen spirituelle Bedeutung zugeschrieben wird, wurde ein kleines Denkmal errichtet. Die Anordnung der sieben Hügel soll den Sternen des Sternbilds Großer Wagen entsprechen und die Hügel haben entsprechende Namen erhalten.
Im Entenmutter-Zhu-Yigui-Kulturpark (鴨母寮朱一貴文化園區,  Yāmǔliáo Zhū Yīguì wénhuà yuánqū, ) erinnert ein Denkmal an den Aufstand Zhu Yiguis.
Der Guanyin-Buddhismus hat im Bezirk viele Anhänger und es gibt drei bedeutendere Tempel: den Zizhu-Tempel (紫竹寺,  Zǐzhú Sì, ) im Ortsteil Guanting, den Shunxian-Tempel (順賢宮,  Shùnxián gōng, ) im Ortsteil Shigou, und den Nanhai-Zizhou-Tempel (南海紫竹寺,  Nánhǎi zǐzhú sì, ). Die „Begrüßung des Buddha am Tor der Arhats“ (羅漢門迎佛祖,  Luóhànmén yíng fózǔ), eine jährliche Prozession durch Neimen, wurde durch das taiwanische Kulturministerium zum nationalen Kulturerbe erklärt.
Südlich des Zizhu-Tempels verbindet die 195 Meter lange Guangming-Brücke (光明橋,  Guāngmíng qiáo, ), eine 2007 fertiggestellte Fußgänger-Hängebrücke über den Erren, den Zizhu-Park (紫竹公園) mit dem weiter südlich gelegenen Zizhuminsu-Park (紫竹民俗公園).